# Carl Hanser Verlag
Pour les articles homonymes, voir Verlag.
 (août 2024).
Si vous disposez d'ouvrages ou d'articles de référence ou si vous connaissez des sites web de qualité traitant du thème abordé ici, merci de compléter l'article en donnant les références utiles à sa vérifiabilité et en les liant à la section « Notes et références ».
Carl Hanser Verlag est une maison d'édition allemande fondée en 1928 par Carl Hanser à Munich.
En 1946, Carl Hanser a été un des premiers éditeurs de Munich à pouvoir publier à nouveau, avec une licence américaine. Il a renforcé le catalogue littéraire avec des classiques commentés de la littérature allemande (dont Gotthold Ephraim Lessing, Friedrich Schiller, Jean Paul et Theodor Fontane) et de la littérature contemporaine (dont Erich Fried, Elias Canetti, Umberto Eco, Stephan Hermlin, Botho Strauss, Philip Roth, Susan Sontag ou encore Elke Heidenreich).
En outre la maison édite des ouvrages professionnels, des manuels scolaires, de la littérature pour la jeunesse (depuis 1993), et une vingtaine de revues professionnelles.
Le fondateur Carl Hanser s'est retiré de la gestion active en 1976. Depuis 1996, la maison est codirigée par un de ses petits-fils, Wolfgang Carl Hanser Beisler, ainsi que par Michael Krueger et Stephan D. Joss. 